# Катариненберг
Катариненберг (њем. Katharinenberg) општина је у њемачкој савезној држави Тирингија. Једно је од 47 општинских средишта округа Унструт-Хајних. Према процјени из 2010. у општини је живјело 3.044 становника. Посједује регионалну шифру (AGS) 16064069.

## Географски и демографски подаци
Катариненберг се налази у савезној држави Тирингија у округу Унструт-Хајних. Општина се налази на надморској висини од 421 метра. Површина општине износи 34,8 km². У самом мјесту је, према процјени из 2010. године, живјело 3.044 становника. Просјечна густина становништва износи 88 становника/km².